# 台鐵E1000型電力機車
E1000型電力機車是臺灣鐵路公司（原臺灣鐵路管理局，略稱臺鐵或臺鐵局）的電力機車，為推拉式自強號的專用牽引機車，將由E500型電力機車取代。

## 概要及外觀設計
E1000型電力機車為特別設計供推拉式自強號列車的牽引機車，在外型上首度採用流線形的設計，其駕駛室空調機採用隱藏式之設計。由於E1000型是推拉式電力機車，因此僅在車身一端設有駕駛台，另一端設有貫通門和風檔；貫通門上設有大燈，但卻未曾單獨「倒著行駛」過。E1000型的最初設計在車輛側面的駕駛窗前端還設有後視鏡，不過後來因作用不大而全數拆除。另外本車型因為了方便調車因此車前端的連結器外露，並未採用連結器罩之設計，此設計被部分人士認為破壞流線形之美。
塗裝設計方面，機車頭車體材質雖為鋼製，但為配合不鏽鋼客車編組之色調，因此係以銀色作為底漆，並且採用橘色作為車窗之色帶，並且在車窗色帶下方再使用兩條紅色細線作為塗色。而本型車靠近駕駛端面處則是將橘色色帶向下收，並將兩條紅色色帶併為單一色帶，置於正面橘色色帶下方。
在車內機械室的設備配置上，本型車有別於GE機車將所有設備集中於車體中央，E1000型機車而是將所有設備分散佈設於機械室中，並且將走道設置於機械室中央，也因此可由前端駕駛室直接通過機械室車內行走至客車編組。

## 規格與構造

### 集電弓及高壓設備
本型車動力來源是由集電弓自電車線引入25,000V高壓電，再經由功能如同開關之真空斷路器，進入主變壓器進行降壓，供列車動力及各設備使用。至於本型車之集電弓使用與E200-400型電力機車和EMU500型電聯車相同的法國法维莱（Faiveley）製AM-59 EU型集電弓。

### 牽引馬達及控制裝置
E1000型的機電系統為英法合資的GEC公司所製，採用可變電壓可變頻率(VVVF)之系統設計，使用脈波調變（PWM）並採用變流器（Inverter）控制三相交流馬達。 由於三相交流馬達省略碳刷與整流子等設備，因此在保養維護上更為便利；每輛機車設有550kW的牽引馬達4具，單輛車可達2,200kW，合計單組2輛PP機車總出力更達4,400kW，最大出力甚至可到4,800kW，其單一機車之起步牽引力為164kN。本型車剛引進時採用速度自動控制，司機員僅需將電門把手移動至所需要的速度刻度後，列車即會自動加速至該指定速度，不過後續考量為了避免電氣組件損壞，電門控制已全面變更出力方式為牽引力控制，直接改由司機操作電門控制機車馬達出力。

### 機電散熱裝置
為了主變壓器及牽引馬達和控制設備等散熱所需，因此位於車側均有設置兩處鼓風機進氣口進行強制進氣散熱；主變壓器散熱方式為油浴強制風冷式，原理為使用散熱油來進行主變壓器本體降溫，流經變壓器的高溫散熱油利用油泵送入涼油器由鼓風機進行風冷降溫，冷卻後再送入變壓器，完成散熱循環。

### 轉向架
在動輪設計方式上，本型車採用Bo′Bo′的動力設計，其轉向架為德國著名大廠克劳斯-玛菲·威格曼所製，一次及二次承懸均為鋼圈彈簧。

### 軔機系統
本型車軔機系統由德國Knorr-Bremse製造，基礎軔機採用瑞典SAB WABCO所製之單元式軔缸，每輛機車配置有八具單元式軔缸，並採用合成閘瓦。另外由於本型車具備有速度自動控制功能，因此設有電軔設備，若實際車速高於電門把手設定之速度，控制系統將會讓馬達產生反電動勢進行減速，將動能轉換成電能再傳遞至車頂電阻器變換成熱能自然散失。且電軔與氣軔設有電空協調機制，如電軔力不足時，會經微電腦系統判斷所需氣軔力，自動加入氣軔使列車可獲得更大的減速力；不過後來為了避免車輛故障，電軔功能已遭到停用，目前則完全仰賴空氣軔機進行減速和停車。

### 列車控制及監視裝置（TCMS）
本型車為台鐵首度使用TCMS系統的車型，可將兩輛機車之運轉狀況顯示於駕駛台上的螢幕，並在車輛故障時可自動顯示故障訊息與簡易排除方式，為台鐵車輛的一大革新。